# Hippolyte Tréhiou
Hippolyte Tréhiou (22 novembre 1880 - 9 janvier 1941) est un évêque français.

## Biographie
Hippolyte Tréhiou naît le 22 novembre 1880 à Tressignaux.
Ordonné prêtre en juin 1905, il est curé de la cathédrale de Saint-Brieuc de 1925 à 1927.
Il est désigné évêque de Vannes le 15 avril 1929, puis ordonné le 24 juin 1929. Fabriquée cette même année, sa crosse est un objet d'art dû à l'orfèvre briochin René Desury d'après des dessins de James Bouillé.
Il meurt à Vannes le 9 janvier 1941, au terme d'un épiscopat de près de 12 ans.